# Bommersbacher Mühle
Die Bommersbacher Mühle ist eine Mühle in Bous (Saar).

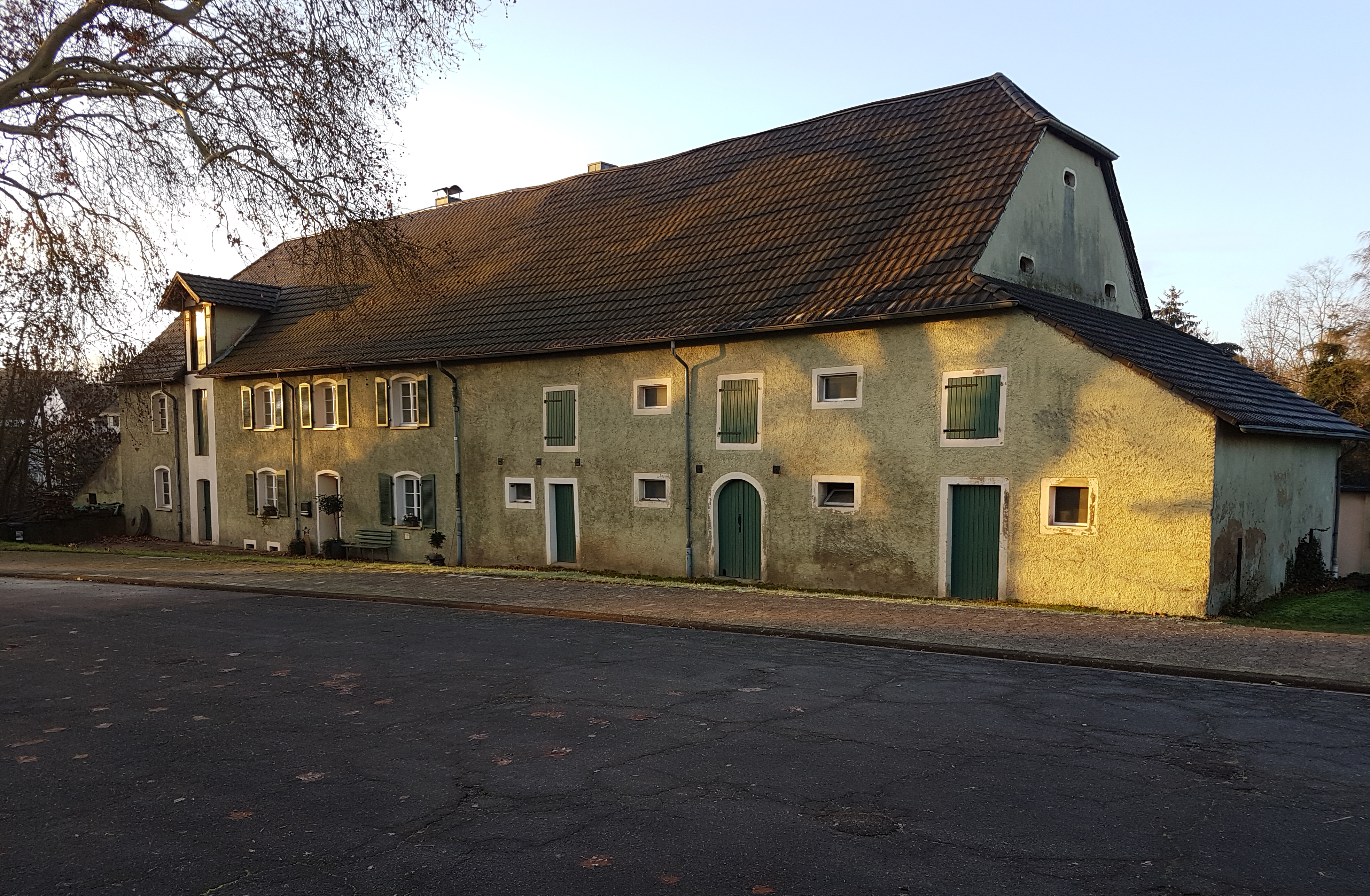
Bommersbacher Mühle in Bous (Saarland)

Die wasserbetriebene Mahlmühle wurde bis Mitte des 20. Jahrhunderts als solche genutzt. Heute steht das hauptsächlich als Wohnhaus verwendete Gebäude unter Denkmalschutz. Benannt ist die Mühle nach dem Bommersbach, von dessen Wasser sie angetrieben wurde.

## Geschichte
Bereits zur Römerzeit befand sich an der Stelle der heutigen eine einfache Mühle, deren Überreste 1836 bei Bauarbeiten gefunden wurden.
Die heutige Mühle, deren genauer Entstehungszeitpunkt nicht bekannt ist, war von 1282 bis 1792 Eigentum des Klosters Wadgassen, das sie an verschiedene Müller verpachtete. Als der Klerus im Zuge der Französischen Revolution enteignet wurde (Säkularisation), wurde die Bommersbacher Mühle mitsamt dem zu ihr gehörigen Hof versteigert. Auf diesem Wege gelangte sie 1792 in den Besitz der Eheleute Anton Louis und Maria Reuter aus Bisten. Deren Nachkommen sind noch heute Eigentümer der Mühle.
Der letzte Müller der Bommersbacher Mühle war Johann Benedikt Louis (1905–1995), der den Mühlbetrieb in den 1960er-Jahren einstellte. Sein Enkel Stefan Louis, der seit 2005 Bürgermeister von Bous ist, bewohnt heute die Mühle mit seiner Familie.

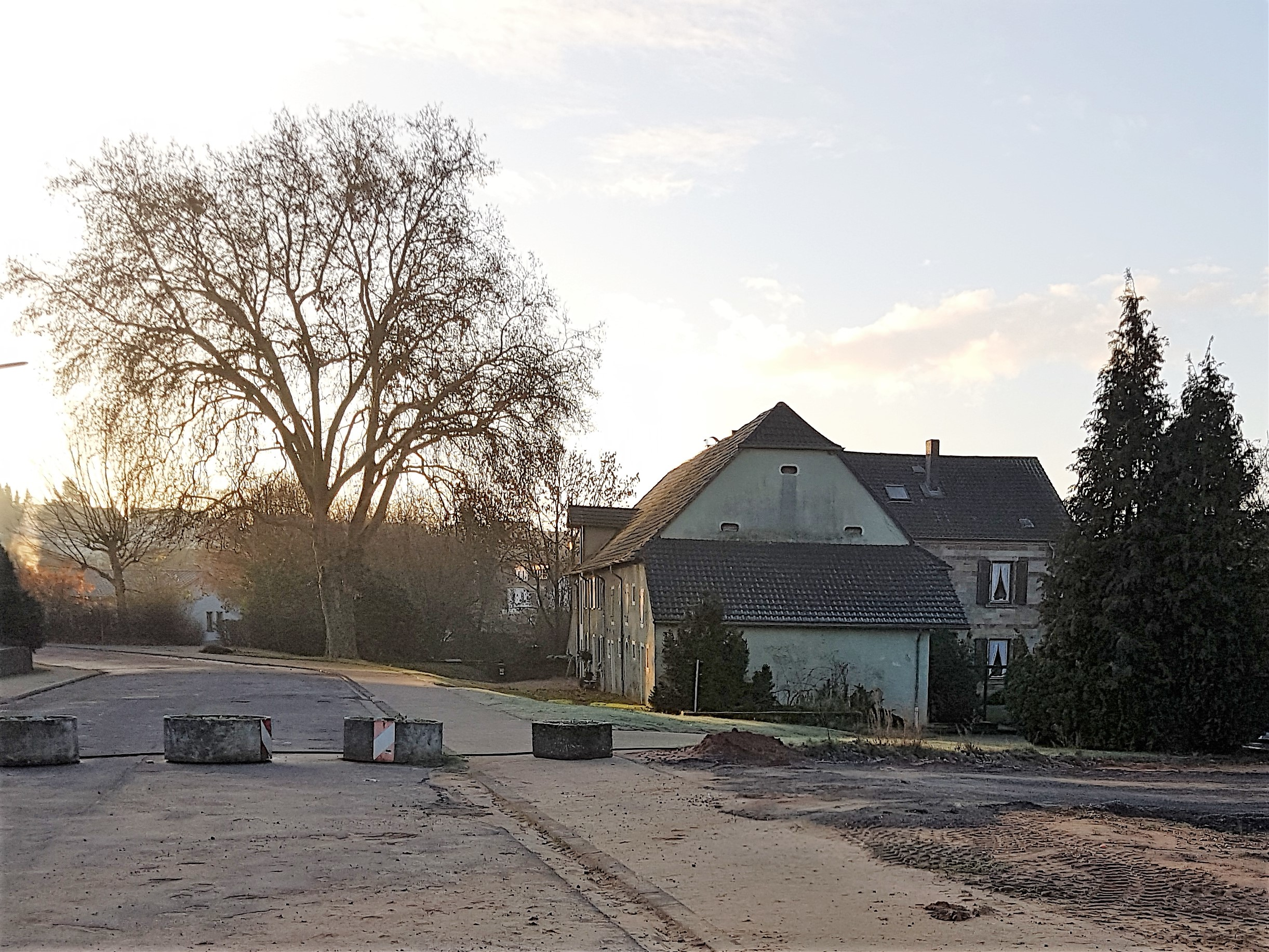
Bommersbacher Mühle in Bous (Saar)